# Hippolyte Hostein
Hippolyte Hostein (París, 14 de octubre de 1814 - París, 8 de septiembre de 1879) fue un dramaturgo y director de teatro francés.

## Biografía
Fue director del Théâtre Historique (1847-1850), el Théâtre de la Gaîté (1849-1858), el Cirque Olympique (1858-1862), el Théâtre du Châtelet (1862-1864/1865-1869), el Théâtre du Château-d'eau (1868-1869), el Théâtre de la Renaissance (1873-1875) y el Théâtre de l'Ambigu-Comique (1875). También publicó varias crónicas en Le Figaro y Le Constitutionnel

## Obras
Teatro
- Le Miracle des roses, drama en dieciséis tableaux, con Antony Béraud, 1844
- Les Sept Ans de S. A. Mgr le Prince impérial, cantada por Adolphe de Groot, estrenada en el Théâtre du Châtelet el 16 de marzo de 1863
- L'Affaire Lerouge, drama en cinco actos y ocho tableaux, estrenada en el Théâtre du Château-d'eau el 2 de mayo de 1872

Texots
- 1843: Les Contes bleus de ma nourrice, A. Desesserts, París
- 1848: Réforme théâtrale suivie d'Esquisse d'un projet de loi sur les théâtres, A. Desesserts
- 1867: La Liberté des théâtres, Librairie des auteurs, París
- 1878: Historiettes et souvenirs d'un homme de théâtre, E. Dentu, París

### Citas
1. ↑  Hippolyte Hostein (1814-1879). Biblioteca Nacional de Francia. Consultado el 25 de julio de 2018.
2. ↑  Necrológica en Le Figaro del 10 septiembre de 1879.
3. ↑  Necrológica en Le Constitutionnel del 10 septiembre de 1879.